# Lucas Castromán
Lucas Martin Castroman est un footballeur argentin né le 2 octobre 1980 à Flandria Lujan (Argentine). Il évolue au poste de milieu de terrain au Racing Club Avellaneda. 

## Biographie
Pisté par plusieurs clubs européens (Marseille, Celta Vigo ...), il choisit finalement de rejoindre en 2007 le Club América pour 5 M$, avec lequel il peine à s'imposer. 
Il est finalement prêté en 2008 l'année suivante à Boca Juniors, club pour lequel il n'a jamais été titulaire.
En 2009, il signe pour le Racing Club situé dans le quartier de Avellaneda, un des nombreux clubs que compte Buenos Aires.

### Carrière de footballeur
- 1997 - 2000 :  CA Vélez Sársfield ; 70 matchs, 7 buts
- 2000 - 2003 :  Lazio Rome ; 35 matchs, 4 buts
- 2003 - 2004 :  Udinese Calcio ; 21 matchs, 1 but
- 2004 - 2007 :  CA Vélez Sársfield ; 38 matchs, 13 buts
- 2007 :  Club América ; 9 matchs, 0 but
- 2008 - :  Boca Juniors
- 2009 - :  Racing Club de Avellaneda

## Palmarès
- 1998 : Clausura - Primera Division Argentina (CA Vélez Sársfield)
- 2005 : Clausura - Primera Division Argentina (CA Vélez Sársfield)